# Saint-Martin-le-Pin
Saint-Martin-le-Pin é uma comuna francesa na região administrativa da Nova Aquitânia, no departamento Dordonha. Estende-se por uma área de 15,95 km². Em 2010 a comuna tinha 276 habitantes (densidade: 17,3 hab./km²).